# Chiloglanis swierstrai
Chiloglanis swierstrai är en fiskart som beskrevs av Van der Horst, 1931. Chiloglanis swierstrai ingår i släktet Chiloglanis och familjen Mochokidae. IUCN kategoriserar arten globalt som livskraftig. Inga underarter finns listade i Catalogue of Life.